# Un gallo para Esculapio
Un gallo para Esculapio es una serie de televisión dramática argentina emitida por Telefe y producida por Underground y Boga Bogagna en asociación con TNT. Protagonizada por Peter Lanzani y el primer actor Luis Brandoni. Coprotagonizada por Luis Luque, Julieta Ortega, Ariel Staltari y Eleonora Wexler. Tuvo su estreno el 15 de agosto del año 2017 en TNT y al día siguiente fue transmitido por Telefe.
En diciembre de 2016, se anunció la producción de la serie y la convocatoria de elenco. A fines de enero de 2017, se realizó la presentación del reparto y el rodaje de la producción.
A fines de 2017, se confirmó la renovación de la serie para una segunda temporada a estrenarse a fines de 2018. En julio de 2018, Peter Lanzani confirmó el regreso, la nueva temporada se estrenó el 16 de octubre de 2018.

## Sinopsis

### Temporada 1
Nelson Segovia (Peter Lanzani), un muchacho humilde de Misiones, viaja desde el interior trayéndole un gallo de riña a su hermano. Al no poder encontrarse con él, emprende su búsqueda por el difícil escenario del Gran Buenos Aires. Siguiendo las pistas sobre su paradero, se vincula con Chelo (Luis Brandoni), gallero y jefe de una banda de piratas del asfalto, y se hace a la sospecha de que este siniestro personaje puede llegar a estar vinculado a la repentina desaparición de su hermano Roque. Decidido a descubrir qué pasó, el joven se infiltra en la banda de Chelo y en el entorno del desaparecido...

### Temporada 2
Seis meses después de los sucesos ocurridos durante el viaje a Termas, Nelson regresa al ámbito de Camino de Cintura para llevar adelante la venganza de Chelo Esculapio. Su plan es contactar con Loquillo (Ariel Staltari) y viejos miembros de la banda. Sin embargo, a poco de llegar, se hace claro que el mundo del oeste cambió por completo durante su ausencia y Yiyo es el nuevo hombre fuerte del conurbano.

## Elenco y personajes

### Principal
| Actor           | Personaje                       | Temporada | Temporada  | Temporada |
| --------------- | ------------------------------- | --------- | ---------- | --------- |
| Actor           | Personaje                       | 1         | 2          |           |
| Luis Brandoni   | Marcello "Chelo Esculapio" Ghío | Principal |            |           |
| Peter Lanzani   | Nelson "Berenjena" Segovia      | Principal | Principal  |           |
| Luis Luque      | Pedro "Yiyo" Guzmán             | Principal | Principal  |           |
| Ariel Staltari  | Andrés "Loquillo" Ghío          | Principal | Principal  |           |
| Julieta Ortega  | Nancy                           | Principal | Principal  |           |
| Eleonora Wexler | Estela Benítez                  | Principal | Recurrente |           |
| Juan Leyrado    | "El Coronel"                    |           | Principal  |           |

### Recurrente
- Andrea Rincón como Vanesa. Episodio 1-3, 5-8
- Diego Cremonesi como Roque Sosa. (†) Episodio 6-9
- Fernando Chiné como Manguera Ávalos "Episodio 1-3, 7-8-9"
- Ricardo Merkin como El Viejo. (†) Episodio 1-8
- Carla Pandolfi como Natalia Díaz. Episodio 1-8
- Gabriel Almirón como el Gordo Película. Episodio 1-4, 6-8
- Matías Mayer como Dr. Alejandro Piccione. Episodio 4, 6, 8
- Diego Echegoyen como Ismael. Episodio 1-3, 5, 8
- Diego Mesaglio como Tony. Episodio 1-4, 6-8
- Cristian Salguero como "Feto" Varela. Episodio 1-8
- Gerardo Maleh como Coco. Episodio 1-3, 5-7
- Pablo Cerri como El Tano. Episodio 1-4, 6-7, 9
- Renzo Stagnaro como Ramiro. Episodio 4, 6-8
- Arturo Frutos como Pipino. Episodio 1-4, 6-7
- Erika de Sautu Riestra como Mercedes. Episodio 4, 6, 8
- Manuel Victoria como La Edu. Episodio 1-2, 4-5, 8
- Balthazar Murillo como Joaquín. Episodio 1-2, 5-8
- Diego Gallardo como policía José Zapata. Episodio 9
- Yanil Bertelegni Reilly Episodio 9

### Invitados
- Cecilia Rossetto como Fiscal Carla Retes. Episodio 4, 6-9
- Bernardo Forteza como Palomares. Episodio 1-3, 5
- Abian Vainstein como El Taca. Episodio 2-3, 5-6
- David Di Nápoli como Serna. Episodio 1-2, 8
- Chucho Fernández como Cacho. Episodio 1-2, 8
- Atilio Pozzobón como Chicho. Episodio 1-2
- Francisco Nápoli como Orlando. Episodio 1,3
- César Bordón como Alfredo. Episodio 3, 8
- Rubén Stella como comisario Bermúdez. Episodio 5-8
- Lolo Fuentes como datero del Mercado Central. Episodio 2
- Mónica Cabrera como interés amoroso de El Viejo. Episodio 7, 8
- Mario Moscoso como Tucán. Episodio 4
- Matias Vizcaya como lavador de autos. Episodios varios temporada 1

## Temporadas
| Temporada | Temporada | Episodios | Emisión original      | Emisión original        |
| Temporada | Temporada | Episodios | Comienzo              | Final                   |
| --------- | --------- | --------- | --------------------- | ----------------------- |
|           | 1         | 9         | 16 de agosto de 2017  | 11 de octubre de 2017   |
|           | 2         | 6         | 16 de octubre de 2018 | 20 de noviembre de 2018 |

## Episodios

### Primera temporada (2017)
| N.º en serie | N.º en temp. | Título                    | Dirigido por   | Escrito por                     | Fecha de emisión original | Audiencia (millones) |
| ------------ | ------------ | ------------------------- | -------------- | ------------------------------- | ------------------------- | -------------------- |
| 1            | 1            | «Van Dan»                 | Bruno Stagnaro | Bruno Stagnaro & Ariel Staltari | 16 de agosto de 2017      | 11.7                 |
| 2            | 2            | «Amo del Cielo»           | Bruno Stagnaro | Bruno Stagnaro & Ariel Staltari | 23 de agosto de 2017      | 11.8                 |
| 3            | 3            | «La Sangre»               | Bruno Stagnaro | Bruno Stagnaro & Ariel Staltari | 30 de agosto de 2017      | 10.1                 |
| 4            | 4            | «La Cantora»              | Bruno Stagnaro | Bruno Stagnaro & Ariel Staltari | 6 de septiembre de 2017   | 9.5                  |
| 5            | 5            | «La Niña Bonita»          | Bruno Stagnaro | Bruno Stagnaro & Ariel Staltari | 13 de septiembre de 2017  | 10.4                 |
| 6            | 6            | «Berenjena In The Papusa» | Bruno Stagnaro | Bruno Stagnaro & Ariel Staltari | 20 de septiembre de 2017  | 9.4                  |
| 7            | 7            | «Almafuerte»              | Bruno Stagnaro | Bruno Stagnaro & Ariel Staltari | 27 de septiembre de 2017  | 8.2                  |
| 8            | 8            | «Il Morto che Parla»      | Bruno Stagnaro | Bruno Stagnaro & Ariel Staltari | 4 de octubre de 2017      | 8.3                  |
| 9            | 9            | «El Pájaro ve la Luz»     | Bruno Stagnaro | Bruno Stagnaro & Ariel Staltari | 11 de octubre de 2017     | 9.4                  |

### Segunda temporada (2018)
| N.º (serie) | N.º (temp) | Título          | Director       | Guionista(s)                    | Emisión original        | Audiencia (en millones) |
| ----------- | ---------- | --------------- | -------------- | ------------------------------- | ----------------------- | ----------------------- |
| 10          | 1          | «El Antichorro» | Bruno Stagnaro | Bruno Stagnaro & Ariel Staltari | 16 de octubre de 2018   | 2.0                     |
| 11          | 2          | «Fatal Destini» | Bruno Stagnaro | Bruno Stagnaro & Ariel Staltari | 30 de octubre de 2018   | —                       |
| 12          | 3          | «Índigo»        | Bruno Stagnaro | Bruno Stagnaro & Ariel Staltari | 23 de octubre de 2018   | —                       |
| 13          | 4          | «TNT»           | Bruno Stagnaro | Bruno Stagnaro & Ariel Staltari | 6 de noviembre de 2018  | —                       |
| 14          | 5          | «Sin Bandera»   | Bruno Stagnaro | Bruno Stagnaro & Ariel Staltari | 6 de noviembre de 2018  | —                       |
| 15          | 6          | «Mugre»         | Bruno Stagnaro | Bruno Stagnaro & Ariel Staltari | 13 de noviembre de 2018 | —                       |

## Emisión
En Argentina, la serie además de haber sido estrenada por la pantalla de Telefe, también fue proporcionada por la cadena Cablevisión Flow, la cual estrenó todos los capítulos el 16 de agosto de 2017. Y para América Latina fue transmitida por TNT el 15 de agosto del mismo año, finalizando su emisión el 10 de octubre.